# 77 Korpus Strzelecki (ZSRR)
77 Korpus Strzelecki (ros. 77 стрелковый корпус)  – wyższy związek taktyczny Armii Czerwonej.
77 Korpus Strzelecki został sformowany 1 września 1943. W czasie walk na ziemiach polskich dowodzony był przez gen. por. Wiktora Pozniaka. Uczestniczył m.in. w złamaniu oporu armii niemieckiej w Pyrzycach, przyczyniając się do zakończenia władzy III Rzeszy na tym terenie. Szlak bojowy 77 Korpusu Strzeleckiego prowadził z Kowla przez: Siedlce, Mińsk Mazowiecki, Wołomin i Gostynin, a zakończył się udziałem w operacji berlińskiej, w czasie której wchodził w skład 47 Armii.

## Dowódcy korpusu
- gen. mjr Piotr Kozłow (18.08.1943 - 17.04.1944)
- gen. por. Wiktor Pozniak (20.03.1944 - 09.05.1945)[3]

## Struktura organizacyjna
Skład 16 kwietnia 1945:
- 185 Dywizja Piechoty
- 260 Dywizja Piechoty
- 328 Dywizja Piechoty